# Aston Martin AMR-One
La AMR-One è un'autovettura da competizione costruita dalla sezione della Prodrive Aston Martin Racing nel 2011. Il modello è il successore della Lola-Aston Martin B09/60.

## Caratteristiche tecniche
La AMR-One monta un motore longitudinale sovralimentato a sei cilindri in linea da 2 L di cilindrata di 540 CV, montato centralmente. La trazione è posteriore. Il cambio è manuale sequenziale a sei rapporti, e il telaio è a monoscocca in fibra di carbonio. Le sospensioni sono a quadrilateri con ammortizzatori Koni.

## Le competizioni
La AMR-One è stata progettata per gareggiare nell'European Le Mans Series, 24 Ore di Le Mans compresa, ma non ha avuto molta fortuna. Ha debuttato alla 6 Ore di Castellet del 2011, ma non si è classificata. Alla 24 Ore di Le Mans del 2011 si è ritirata. Alla 1000 km di Silverstone dello stesso anno, la Aston Martin ha deciso di schierare la più vecchia e più veloce Lola-Aston Martin B09/60.